# Diócesis de Portugal

Mapa de las diócesis de Portugal, sufragáneas de tres archidiócesis: Lisboa, Évora y Braga.

La Iglesia católica de Portugal está organizada en la Conferência Episcopal Portuguesa (Conferencia Episcopal Portuguesa), la cual organiza el territorio en diócesis y archidiócesis. 

## Historia
Las primeras diócesis de Portugal se crearon estando el territorio aún controlado por el Imperio romano. De ese período datan las diócesis de Évora (306), Ossonoba, Olisipo (Lisboa), Aquae Flaviae (Chaves) (segunda mitad del siglo IV), Braga (Bracara – segunda mitad del siglo V), metropolitana de Braga, Coímbra (Conímbriga/Aeminium escindida de la diócesis de Olisipo), Beja (Pax Iulia/Paca), Egitania, Viseu (Veseo) (escindida de la diócesis de Olisipo), Oporto (escindida de la diócesis de Braga) Lamego (escindida de la diócesis de Olisipo), todas estas del siglo V.
Con la invasión musulmana la organización eclesiástica fue suspendida, siendo poco a poco restaurada según avanzaba la Reconquista.
En el 688 los cristianos reponen la diócesis de Ossonoba, cuyo territorio había sido abandonado por los musulmanes. Por el mismo motivo se restauran las diócesis de Chaves, Braga, Beja, Oporto, Viseu, Coímbra, Évora, Lamego, Egitania, Idanha (la cual había sido destruida) y Lisboa, todas ellas en las dos primeras décadas del siglo VIII.
En el 832 se reconquista el territorio de la diócesis de Braga, incorporándose inicialmente a la diócesis de Lugo, hasta 1071, año en que pasará a formar parte de la diócesis de Chaves. Igualmente se reconquista la diócesis de Oporto en 872. Años después se perderá de nuevo, siendo finalmente reconquistada el 920. En 1080 se reconquistará Coímbra.
Durante el siglo XII los cristianos recuperarán las diócesis de Oporto, Lamego, Lisboa, Viseu y Évora. En 1203 se creará la diócesis de Guarda, sustituyendo a la anterior de Idanha.
Concluida la reconquista de la península, los portugueses continuarán su avance en territorio africano. Allí crearán las diócesis de Ceuta en 1418, Safim (1487, desde Marrakesh – incorporada a la diócesis de Tánger en 1542) y Tánger (1459, escindida de Ceuta). En las islas atlánticas portuguesas se crearán las diócesis de Funchal (1514) y Angra (1534).
Durante el siglo XVI se continúa reorganizando el territorio portugués en nuevas diócesis, mientras que otras se reúnen. Así, se crean en 1545 las diócesis de Leiría (a partir de la de Coímbra) y Miranda (a partir de la de Braga), cinco años más tarde la de Portalegre (a partir de la de Évora) y en 1570 la de Elvas, mientras se suprime la de Tánger. En 1577 la diócesis de Silves se traslada a Faro. En 1645 Ceuta pasa a España.
El siglo XVIII comenzó con la reordenación del espacio de Lisboa, separándose en un principio las diócesis de Lisboa Occidental y Oriental, convirtiéndose la primera en el Patriarcado de Lisboa y reuniéndose en 1740.
En 1770 tiene lugar una reforma en la que se crean las diócesis de Beja, Braganza, Penafiel y Pinhel. Cuatro años después se crea la de Aveiro, y en 1778 se disuelve la de Penafiel. En 1780 se reúnen las diócesis de Braganza y Miranda.
Durante el siglo XIX se suprimen, formalmente o de facto, las diócesis de Elvas, Castelo Branco, Portalegre, Aveiro, Pinhel y Leiría (1881).
En el siglo XX se producen algunos cambios territoriales con el restablecimiento de la diócesis de Leira en 1918 y Aveiro en 1938, la creación de la de Vila Real en 1922 desde las diócesis de Braga, Bragana y Miranda y Lamego y el cambio de nombre en 1956 de Portalegre por Portalegre-Castelo Branco.
En 1966 se crea la diócesis militar de Portugal y en 1975, las diócesis Santarém y Setúbal. Dos años después, la de Viana do Castelo y en 1984 se renombra la diócesis de Leiría a Leiría-Fátima, en conmemoración de la aparición de la Virgen de Fátima de 1917 y del santuario que se consagró.

## Organización eclesiástica actual
Las diócesis actuales de Portugal son las siguientes:
- Patriarcado de Lisboa:
  - Diócesis de Angra, 3 de noviembre de 1534
  - Diócesis de Funchal, 12 de enero de 1514
  - Diócesis de Guarda
  - Diócesis de Leiría-Fátima
  - Diócesis de Portalegre-Castelo Branco
  - Diócesis de Santarém
  - Diócesis de Setúbal

- Arquidiócesis de Braga: Primada de las Españas
  - Diócesis de Aveiro
  - Diócesis de Braganza-Miranda, Miranda el 23 de marzo de 1545.
  - Diócesis de Coímbra
  - Diócesis de Lamego
  - Diócesis de Oporto
  - Diócesis de Viana do Castelo
  - Diócesis de Vila Real
  - Diócesis de Viseu

- Arquidiócesis de Évora:
  - Diócesis de Beja
  - Diócesis de Faro

- Ordinariato castrense de Portugal

## Diócesis extintas
- Diócesis de Aquae Flaviae (Chaves)
- Diócesis de Castelo Branco
- Diócesis de Dume
- Diócesis de Elvas
- Diócesis de Miranda de Duero
- Diócesis de Penafiel
- Diócesis de Pinhel